# Greda Breška
Greda Breška – wieś w Chorwacji, w żupanii zagrzebskiej, w mieście Ivanić-Grad. W 2011 roku liczyła 156 mieszkańców.